# Brewster (Ohio)

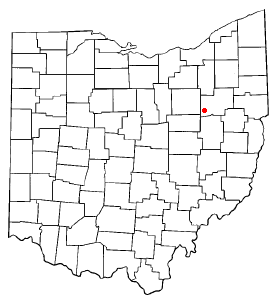
Brewster na planie stanu Ohio

Brewster – wieś w Stanach Zjednoczonych, w stanie Ohio, w hrabstwie Stark. Aktualnie burmistrzem wsi jest Mike Schwab.
W 2010 roku 21,4% mieszkańców było w wieku poniżej 18 lat, 8,3% było w wieku od 18 do 24 lat, 23,6% miało od 25 do 44 lat, 26,7% miało od 45 do 64 lat, 20,1% było w wieku 65 lat lub starszych. We wsi było 49,0% mężczyzn i 51,0% kobiet.
Liczba mieszkańców w 2010 roku wynosiła 2112, a w 2012 roku wynosiła 2164.